# Echimys semivillosus
Pattonomys semivillosus là một loài động vật có vú trong họ Echimyidae, bộ Gặm nhấm. Loài này được I. Geoffroy mô tả năm 1838.